# David Nerreter

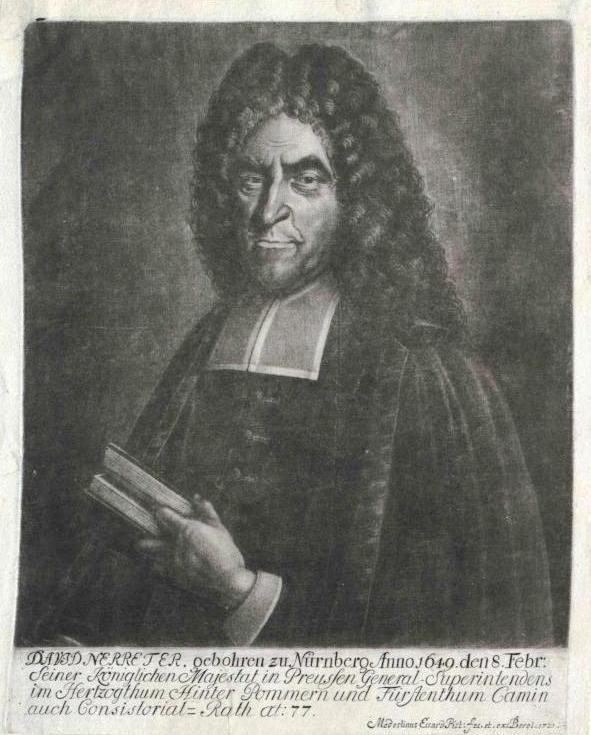
David Nerreter

David Nerreter (auch in falscher Schreibweise: Nerretter) (* 8. Februar 1649 in Nürnberg; † 5. Juli 1726 in Stargard in Pommern) war ein lutherischer Theologe, der in  Oettingen, in Nürnberg sowie in Pommern als Generalsuperintendent tätig war. Außerdem ist er als Dichter hervorgetreten.

## Leben und Wirken
David Nerreter wurde als Sohn des Peter Nerreter, Genannter des Großen Rates und Messerschmied, und der Anna Maria Buggels geboren. Er besuchte die Lateinschule St. Laurentius und danach das Aegidianische Gymnasium in Nürnberg. 1668 kam er auf die Universität in Altdorf bei Nürnberg.
David Nerreeeter betätigte sich bereits in seiner Jugend als Dichter. 1670 wurde er in Nürnberg zum Poeten gekrönt und im gleichen Jahr als Mitglied unter dem Namen Philemon in den Pegnesischen Blumenorden aufgenommen.
Das Studium setzte Nerreter an der Universität Königsberg fort, wo er 1672 die Magisterwürde erhielt und anschließend Adjunkt an der philosophischen Fakultät wurde. Nach einer längeren Auslandsreise, die ihn nach Schweden und Russland führte, kam Nerreter wieder nach Altdorf, wo er die Dichtkunst lehrte.
Im Jahre 1677 erhielt Nerreter einen Ruf als Hofkaplan nach Oettingen. 1681 wurde er dort Diaconus und 1683 Konsistorialrat. Die Übernahme der Spezial-Generalsuperintendentur zu Kloster Kirchheim lehnte Nerreter ab. 1694 verließ Nerreter das Ries um in seiner Heimatstadt Nürnberg als Diaconus an der Heilig-Geist-Kirche tätig zu werden. Ein Jahr später erhielt er dort eine gleiche Stelle an der Hauptkirche St. Lorenz. Nach weniger als zwei Jahren wechselte er als Pfarrer an die Kirche St. Bartholomäus in der Nürnberger Vorstadt Wöhrd.
Um 1700 entstand der Text des Liedes Ein Christ kann ohne Kreuz nicht sein, das in vielen evangelischen Gesangbüchern steht. Außer den Liedern verfasste er Gelegenheitsgedichte, vor allem zu den Namenstagen des Fürsten Albrecht Ernst II. zu Oettingen-Oettingen, d. h. zum 24. April 1678, 1679, 1681.
Im Jahr 1703 veröffentlichte er das Buch Mahometanische Moschea … (siehe Werkeverzeichnis). Es handelt sich um die Übersetzung des englischsprachigen Werkes von Alexander Ross (1590–1654) in die deutsche Sprache. Das Buch stellte sich als Ziel die Christen über die Irrlehre des Islams zu informieren, um die geistige Überlegenheit zu demonstrieren.
König Friedrich I. von Preußen ließ David Nerreter 1709 als Generalsuperintendent des Herzogtums Hinterpommern und des Fürstentums Cammin berufen, dessen Amt um das eines Konsistorialrates ergänzt wurde. Nerreter wurde Nachfolger von Günter Heyler. Nach einer Dienstzeit von elf Jahren übergab er das Amt an Joachim Friedrich Schmidt.
Nerreter war seit dem 20. September 1678 verheiratet mit Dorothea Felicitas Bock aus Oettingen, der Tochter des Generalsuperintendenten und Oberhofpredigers Benedikt Bock.

## Werke (Auswahl)
- Mahometanische Moschea, worinn nach Anleitung der VI. Abtheilung von unterschiedlichen Gottes-Diensten der Welt, Alexander Rossens, erstlich der Mahometanischen Religion Anfang, Ausbreitung, Secten, Regierungen, mancherley Gebräuche und vermutlicher Untergang, fürs andre Der völlige Alkoran, nach der besten Edition Ludovici Maraccii, verteutscht, und kürzlich widerlegt wird. Verlag Wolffgang Moritz Endter, Nürnberg 1703.
- Zum Lobe Gottes angestellte Neue Geistliche Sing-Schul in welcher Die von Hrn. D. M. Luther und andern geistreichen Männern aufgesetzte alte und bekannte wie auch von verschiedenen reinen Lehrern und Gottseeligen Personen verfertigte neue biß dahero den meisten unbekannte Kyrchen-Gesänge und Psalmen, Nürnberg 1707. (Digitalisat in der Digitalen Bibliothek Mecklenburg-Vorpommern)
- Einige seiner Lieder erschienen in: Der Geistlichen Erquickstunden des fürtrefflichen / nunmehro wolseligen Gottes-Lehrers Herrn Doctor Heinrich Müllers gewesenen Pasr. et P. P. bey der löbl. Universität Rostock Poetischer Andacht-Klang von denen Blumengenossen verfasset, Nürnberg 1691, sowie im Oetingischen Gesangbuch.